# Rotunda, Bacău
Rotunda este un sat-ghetou ce aparține de Comuna Gura Văii, Județul Bacău. Satul este amplasat pe dealul Călugărilor, deasupra confluenței râului Tazlău cu Trotușul. A fost construit recent, începând cu toamna anului 2005 pentru cele aproximativ 200 de familii de romi ce au fost luate de ape în vara aceluiași an.

## Satul
Satul constă în 205 case construite din BCA și acoperite cu tablă, terminate în anul 2006. Din construcție erau dotate cu instalații sanitare, uși și geamuri dar care au fost furate (o dată cu mutarea voluntară a romilor în satul Rădeana) de țigani și alți localnici. Racordarea la energia electrică a fost făcută în anul 2007  Drumul de acces pornește din cartierul Slobozia al municipiului Onești, trece prin sat și se continuă până pe valea Siretului.
Prin Hotărârea de Guvern (HG) nr. 1250 din 13 octombrie 2005, comuna Gura Văii a primit aproximativ 3,7 milioane RON din partea executivului, prin intermediul Ministerului Transporturilor.